# هانتزویل (یوتا)
هانتزویل (به انگلیسی: Huntsville) شهری در ایالت یوتا کشور ایالات متحده آمریکا است که جمعیت آن در سرشماری سال ۲۰۱۰ میلادی، ۶۰۸ نفر بوده‌است.